# Alex Jackson
Alex Jackson (Renton, 12 maggio 1905 – 15 novembre 1946) è stato un calciatore scozzese, di ruolo attaccante.

## Carriera

### Club
Ha giocato nel campionato scozzese, americano, inglese e francese.

### Nazionale
Ha vestito la maglia della nazionale scozzese tra il 1925 e il 1930, collezionando 17 presenze e 8 reti. Di rilevanza assoluta furono le tre marcature che mise a segno nel celebre incontro Inghilterra-Scozia 1-5, rinominato Wembley Wizards.

## Palmarès

### Club

#### Competizioni regionali
- Dumbartonshire FA Cup: 1

Dumbarton: 1922-1923
- Aberdeenshire Cup: 1

Aberdeen: 1924-1925

#### Competizioni nazionali
- American Cup: 1

Bethlehem Steel: 1924
- Campionato inglese: 1

Huddersfield Town: 1925-1926